# Magsat

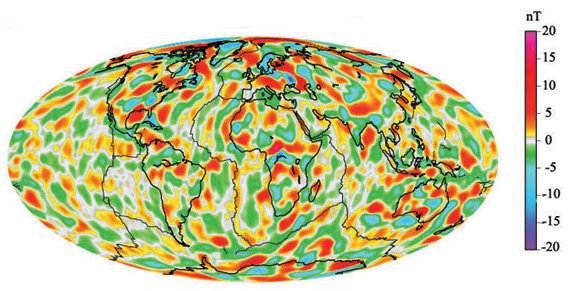
Modelos do campo magnético da Terra, criados por magnetômetros sensíveis no Magsat.

Magsat (acrónimo em inglês de: Magnetic Field Satellite ou simplesmente Explorer 61) foi um satélite estadunidense lançado pela NASA com a função de realizar pesquisas do campo magnético terrestre. O satélite foi lançado em 30 de outubro de 1979 da plataforma SLC-5 na Base da Força Aérea de Vandenberg nos Estados Unidos, através de um foguete Scout II. O satélite foi elevado a uma altura de 350 quilômetros em uma órbita elíptica com uma distância máxima de 550 quilômetros.
A órbita do satélite permitiu mapear a maior parte da superfície terrestre, com a exceção dos pólos geográficos. Por causa da proximidade da órbita do satélite com a atmosfera superior, sendo assim instável, fez com que o satélite caísse em 11 de junho de 1980.  

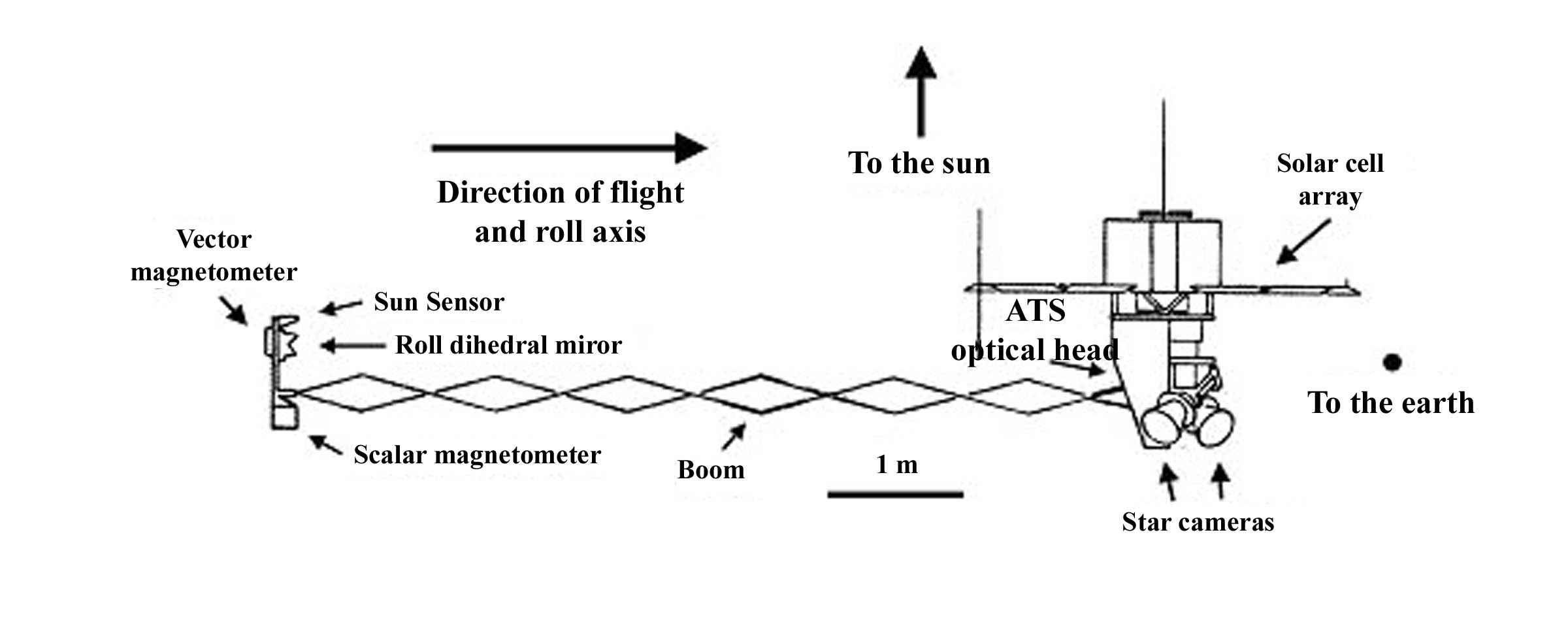
Ilustração do Satélite Magsat.